# Štefanová (Terchová)
Štefanová je osada ve Vrátné dolině v Malé Fatře. Tato bývalá pastýřská osada spadá administrativně do obce Terchová. Rozprostírá se pod masivem Boboty a Velkým Rozsutcem v samém závěru Vrátné doliny v části Nová dolina. Je vyhledávaným turistickým místem. Nachází se zde několik ubytovacích a stravovacích zařízení a informační středisko NP Malá Fatra.
V roce 1848 zasáhl osadu velký příval vody a zničil velkou část osady. Zahynulo 14 lidí, kterým je věnována pamětní tabule na symbolickém hřbitově. Během osvobozovacích bojů dne 6. dubna 1945 byla osada osvobozena a byla tak první v Žilinském okrese.

## Některé turisticky zajímavé trasy v okolí Štefanové
výběr

### Vyjížďky
- Naučná stezka Štefanová – Jánošíkove diery – Boboty se zaměřením na poznávání a ochranu přírody. Má 14 zastávek. Středně náročný. Převýšení: 220 m
- Štefanová – Podžiar – Hotel Boboty – Štefanová (2 hod.)
- Štefanová – Šlahorka (59 Z) a zpět (1,5 hod.)
- Štefanová – Vyhnaná a zpět (1,5 hod) (pouze v létě)

### Půldenní túry
- Tiesňavy – Boboty – Vrchpodžiar (76 Z) – Štefanová (61 Ž) (3 hod.)
- Štefanová – Podžiar (61 Ž) – Dolné diery (63 M) – Nové diery – Podžiar (61 Ž) – Horné diery – Pod Pálenicou (63 M ) – Huty (62 Ž) – Štefanová (64 Z) (3 hod.)
- Štefanová – Medziholie (59 Z) – Stoh – Stohové sedlo (57 Č) – Poludňový grúň (53 Č) – Chata na Grúni (54 Ž) – Štefanová (56 M) (5 hod.)

## Ubytování ve Štefanové
výběr
- Chata vo Vyhnanej
- Penzion pod Skalným mestom
- Penzion pod Lampášom